# Armorial des familles du Bourbonnais
L'Armorial des familles du Bourbonnais rassemble les armoiries, sous forme de figures et de blasonnements, ainsi que les devises des familles nobles et notables ayant eu une présence significative en Bourbonnais sous l'Ancien Régime.

## Familles seigneuriales
| Blason | Nom de la famille, blasonnement et devise                                                                |
| ------ | --- |
|        | Sires de Bourbon D'or, au lion de gueules, à l'orle de huit coquilles d'azur.                            |
|        | Maison de Bourbon D'azur, semé de fleurs de lys d'or, au bâton de gueules en bande brochant sur le tout. |

## Familles du Bourbonnais
- Haut – A
- B
- C
- D
- E
- F
- G
- H
- I
- J
- K
- L
- M
- N
- O
- P
- Q
- R
- S
- T
- U
- V
- W
- X
- Y
- Z

### A
| Blason                   | Nom de la famille, blasonnement et devise |
| ------------------------ | --- |
|                          | Famille des Ages, Sgrs de Laleuf D'argent au lion de sable, armé et lampassé de gueules, couronné d'or.                                                              |
| Blason Famille d'Aladane | Famille Aladane de Paraize, Sgrs de Paraize D'azur, à deux fasces d'argent, accompagnées de six besants d'or, trois en chef, deux entre les fasces, et un en pointe. |

### B
| Blason                       | Nom de la famille, blasonnement et devise |
| ---------------------------- | --- |
|                              | Famille de Babute, Sgrs de Froidefont D'argent, à trois fleurs de pensée d'azur. |
|                              | Famille Barrin, Sgrs de Ruilliers D'azur à trois papillons d'or. |
| de La Baume Le Blanc         | Famille de La Baume Le Blanc alias Le blanc de La Baume, Sgrs de La Baume Coupé de gueules et d'or, au léopard lionné, coupé d'argent et de sable, l'argent sur les gueules, et le sable sur l'or.                                                                                   |
| échiqueté d'argent et d'azur | Famille de Beauregard, Sgrs de Cousture Échiqueté d'argent et d'azur. |
|                              | Famille de Beauverger, Sgrs de Beauverger Burelé d'argent et d'azur, flanqué d'hermine. |
|                              | Famille de Bonneton, Sgrs de Maugras D'azur, à trois rocs d'échiquier d'or. |
|                              | Famille Bouquet, Sgrs des Chaux D'azur, au chevron d'or, accompagné de trois roses d'argent. |
|                              | Famille des Bravards d'Eyssat, Sgrs d'Eyssat, comtes du Prat Écartelé: aux 1 et 4 d'azur, au chevron d'or, accompagné de trois billettes de même, qui est des Bravards d'Eyssat ; at aux 2 et 3 d'or, à la fasce de sable, accompagnée de trois trèfles de sinople, qui est du Prat. |
|                              | Famille Breschard ou Bréchard, de Bréchard, Sgrs de Villars, barons de Bressolles D'argent à trois bandes d'azur. Alias bandé d'argent et d'azur. |
|                              | Famille de Brosse, Sgrs de Boussac D'azur, à trois gerbes ou brosses d'or, liées de gueules. |

### C
| Blason | Nom de la famille, blasonnement et devise |
| ------ | --- |
|        | Famille Cadier de Veauce, Sgrs de La Brosse-Cadier, barons de Veauce D'azur, au rencontre de cerf d'or. Alias à la tête de cerf d'or, surmontée d'un heaume d'argent.                                                   |
|        | Famille Capponi ou de Capponi, Sgrs d'Amberier, barons de La Font-Saint-Margerand Tranché de sable et d'argent. |
|        | Famille de La Celle, Sgrs d'Ajain D'argent, à l'aigle de sable au vol abaissé, becquée et membrée d'or. |
|        | Famille de Chabannes, marquis de La Palice De gueules, au lion d'hermine, armé, lampassé et couronné d'or. |
| blason | Famille de Chambaud, Sgrs de Lormet D'azur, au lion d'argent, au chef de même chargé de cinq mouchetures d'hermine. |
|        | Famille de Charry, Sgrs de La Maisonfort, barons de Châtelperron, comtes d'Ainay, marquis des Gouttes D'azur, à la croix ancrée d'argent.                                                                               |
|        | Famille de Chaumejean, Sgrs de Chaumejean, marquis de Fourilles D'or, à la croix ancrée de gueules. |
|        | Famille de Chauvigny de Blot alias de Chouvigny, Sgrs de Chouvigny, comtes de Chauvigny de Blot Écartelé : aux 1 et 4 de sable, au lion d'or, armé et lampassé de gueules ; aux 2 et 3 d'or, à trois bandes de gueules. |
|        | Famille de Chavagnac, Sgrs d'Auriac, marquis de Chavagnac De sable, à trois fasces d'argent et trois roses d'or rangées en chef. Alias à deux fasces.                                                                   |
|        | Famille de Coiffier, Sgrs du Tilloux, barons de Breuille, comtes de Coiffier D'azur, à trois coquilles d'or. |

### D
| Blason | Nom de la famille, blasonnement et devise |
| ------ | --- |
|        | Famille de Dreuille, Sgrs d'Issard, comtes de Dreuille D'azur, au lion d'or, armé, lampassé et couronné de gueules. Alias de gueules, au lion d'azur, armé, couronné et lampassé d'or. |

### F
| Blason                    | Nom de la famille, blasonnement et devise |
| ------------------------- | --- |
| Blason Famille de Feydeau | Famille de Feydeau, Sgrs de Clusors D'azur, au chevron d'or, accompagné de trois coquilles de même.                                                                                  |
|                           | Famille de Finance, Sgrs de Clairbois D'azur, à trois cloches tympanées d'argent. |
|                           | Famille de Fontanges, Sgrs de La Fauconnière De gueules, au chef d'or, chargé de trois fleurs de lys d'azur.                                                                         |
|                           | Famille de Fradel, Sgrs du Lonzat De sinople, au rencontre de cerf d'or, accompagné en chef d'une étoile, en pointe d'un croissant, et aux flancs de deux étoiles, le tout d'argent. |

### G
| Blason | Nom de la famille, blasonnement et devise                                                                                                   |
| ------ | --- |
|        | Famille des Gallois ou Galois, Sgrs de La Tour De sable, au sautoir d'or.                                                                   |
|        | Famille de Gannat, Sgrs de Gannat D'azur, au lion d'argent, armé et lampassé de gueules.                                                    |
|        | Famille de Guénégaud, Sgrs du Guénégaud De gueules, au lion d'or.                                                                           |
|        | Famille Guillaud de La Motte, Sgrs du Péage D'azur, au chevron, accompagné en chef de deux étoiles et en pointe d'un fermail, le tout d'or. |

### L
| Blason | Nom de la famille, blasonnement et devise                                                                                   |
| ------ | --- |
|        | Famille Le Long, Sgrs de Chenillac D'azur, au chevron d'or, accompagné de trois étoiles d'argent. Alias trois étoiles d'or. |

### M
| Blason     | Nom de la famille, blasonnement et devise |
| ---------- | --- |
|            | Famille de May alias Mai, Sgrs de Salvert D'azur à la fasce d'or, accompagnée de trois roses d'argent.                                                         |
| Michelon   | Famille Michelon, Sgrs de Barbaste D'or, au chevron de gueules, chargé d'une coquille du champ, accompagné de trois coquilles du second émail.                 |
| de Montbel | Famille de Montbel, Sgrs de Champeron D'or, au lion de sable, armé et lampassé de gueules ; à une bande componée d'hermine et de gueules brochant sur le tout. |
|            | Famille de Montmorillon, Sgrs de Montmorillon, barons de Châtel-Montagne D'or, à l'aigle de gueules.                                                           |

### O
| Blason | Nom de la famille, blasonnement et devise                      |
| ------ | -------------------------------------------------------------- |
|        | Famille d'Orvalet, Sgrs d'Orvalet Écartelé d'argent et d'azur. |

### P
| Blason | Nom de la famille, blasonnement et devise |
| ------ | --- |
|        | Famille de Préveraud ou Préveraud, Sgrs de Putay D'azur, au chevron d'argent, accompagné de trois grenades de même. Alias au chevron d'or, accompagné en pointe d'une tour d'argent. |

### R
| Blason                         | Nom de la famille, blasonnement et devise |
| ------------------------------ | --- |
| Richard de Soultrait           | Famille Richard de Soultrait et de L'Isle, Sgrs de L'Isle, comtes de Soultrait D'argent, à deux palmes de sinople adossées, accompagnées en pointe d'une grenade de gueules, tigée et feuillée du second émail. |
| d'argent au chevron de gueules | Famille de La Rivière, Sgrs de La Rivière D'argent, au chevron de gueules. Alias d'or. |
|                                | Famille de Rivière, Sgrs de Riffardeau Palé d'argent et d'azur, au chevron de gueules brochant sur le tout. |
|                                | Famille de Rochefort, Sgrs de Sirieyx, barons de Rochefort D'argent, au lion de gueules. |
|                                | Famille Roy de L'Écluse et de Lachaise, Sgrs du Martrait D'azur, au chevron d'or, accompagné de trois rencontres de buffle de même.                                                                             |

### S
| Blason         | Nom de la famille, blasonnement et devise                                                                                    |
| -------------- | --- |
|                | Famille de Saint-Aubin, Sgrs de Saint-Aubin D'argent, à l'écu de sable, surmonté de trois merlettes de même rangées en chef. |
|                | Famille Saulnier, Sgrs de Blasson D'argent à trois bandes d'azur. Alias bandé d'argent et d'azur.                            |
| Saulx-Tavannes | Famille de Saulx-Tavannes, Sgrs du Mayet, barons de Montgilbert D'azur, au lion d'or, armé et lampassé de gueules.           |

### T
| Blason | Nom de la famille, blasonnement et devise                                                                            |
| ------ | --- |
|        | Famille de Tersac alias Terzac, Sgrs de Tersac D'argent, au chef de sable, chargé de deux besants d'or.              |
|        | Famille de Troussebois, Sgrs de Clarende, comtes de Troussebois D'or, au lion de sable, armé et lampassé de gueules. |

### V
| Blason | Nom de la famille, blasonnement et devise                                                                                               |
| ------ | --- |
|        | Famille de Veilhan, Sgrs de Veilhan D'azur, à l'escarboucle d'or.                                                                       |
| Vichy  | Maison de Vichy, comtes de Champrond et de Vichy De vair plein.                                                                         |
|        | Famille de Villaines, Sgrs de La Condemine Écartelé : aux 1 et 4 d'azur, au lion d'or ; et aux 2 et 3 de gueules, à neuf losanges d'or. |

- Haut – A
- B
- C
- D
- E
- F
- G
- H
- I
- J
- K
- L
- M
- N
- O
- P
- Q
- R
- S
- T
- U
- V
- W
- X
- Y
- Z